# شاهد خاقان عباسي
شاهد خاقان عباسي (بالأوردو: شاہد خاقان عباسی) سياسي باكستاني ورئيس وزراء باكستان منذ 1 أغسطس 2017 حتى 31 مايو 2018، وعضو في الرابطة الإسلامية الباكستانية (نواز)، شغل عباسي منصب وزير البترول والموارد الطبيعية في وزارة الشريف الثالثة من عام 2013 إلى عام 2017، وشغل لفترة وجيزة وزير التجارة في حكومة جيلاني في عام 2008.
ولد عباسي في عام 1958 في كراتشي، تلقى تعليمه المبكر في كلية لورانس موري، وحصل على درجة البكالوريوس من جامعة كاليفورنيا في لوس أنجلوس، ثم حصل على درجة الماجستير من جامعة جورج واشنطن. قبل دخوله السياسة عمل كمهندس محترف في مشاريع مختلفة في الولايات المتحدة والشرق الأوسط.
بدأ حياته السياسية بعد وفاة والده في عام 1988، ومنذ ذلك الحين كان عضوًا منتخبًا في الجمعية الوطنية الباكستانية ست مرات عن منطقة روالبندي. يملك عباسي شركة إيربلو التي أسسها في عام 2003، وشغل سابقًا منصب رئيس مجلس إدارة شركة الخطوط الجوية الباكستانية الدولية من 1997 إلى 1999 خلال الحكومة الثانية لرئيس الوزراء السابق نواز شريف. في 1 أغسطس 2017 انتخب عباسي رئيسًا لوزراء باكستان بعد استقالة رئيس الوزراء المنتهية ولايته نواز شريف بعد قرار قضية بنما.

## النشأة والتعليم
ولد عباسي في 27 ديسمبر 1958 في كراتشي جنوب غرب باكستان، والده هو السياسي الباكستاني خقان عباسي. وفقًا لبعض التقارير ولد عباسي في مسقط رأسه من موري في منطقة روالبندي في البنجاب.
تلقى عباسي تعليمه المبكر في كراتشي ثم التحق بكلية لورنس في موري. في عام 1978 التحق عباسي بجامعة كاليفورنيا في لوس أنجلوس لدراسة الهندسة الكهربائية، حيث حصل على درجة البكالوريوس. بدأ عباسي حياته المهنية كمهندس كهربائي. في عام 1985 التحق بجامعة جورج واشنطن وحصل على درجة الماجستير في الهندسة الكهربائية، وأصبح مؤهل للحصول على شهادة مهندس محترف.

## حياته المهنية
عمل عباسي كمهندس كهربائي بعد تخرجه من جامعة جورج واشنطن، عمل في مشاريع مختلفة في الولايات المتحدة خلال الثمانينيات الميلادية، قبل أن ينتقل إلى المملكة العربية السعودية، حيث انضم إلى صناعة النفط والغاز وأصبح مشاركًا في مشاريع الطاقة المختلفة.
عباسي رجل أعمال ثري وخبير معروف في مجال الطيران في باكستان. في عام 2003 أسس عباسي شركة كيران إيربلو ليمتد، حيث شغل منصب رئيسه الأول حتى عام 2007، وفي وقت لاحق أصبح الرئيس التنفيذي للعمليات في شركة الطيران. يقال إن عباسي لا يزال صاحب ملكية شركة إيربلو على الرغم من أنه نفى كونه من أصحاب المصلحة الحاليين، قائلا إنه لم يزور مكتب شركة الطيران لأكثر من عامين.

## رئاسة الوزراء
في 29 يوليو 2017 رشح نواز شريف شقيقه شهباز شريف خلفا له، ولكن شهباز لم يكن عضوًا في الجمعية الوطنية، ولم يتمكن من أداء اليمين كرئيس للوزراء، لذلك اختار شريف عباسي كونه من الموالين له، وعينه كرئيس وزراء مؤقت لمدة 45 يومًا، مما أتاح وقتًا طويلا لشهباز للمنازعة على الانتخابات في دائرة نواز، وانتخبا في الجمعية الوطنية وأصبحا مؤهلين لشغل منصب رئيس الوزراء.
في 1 أغسطس 2017 انتخب عباسي رئيس وزراء باكستان من قبل الجمعية الوطنية، وهزيمة منافسه قمر من حزب الشعب الباكستاني، بنتيجة 221 صوتًا إلى 47. في كلمته أمام الجمعية الوطنية بعد التصويت من قبل مجلس النواب بالبرلمان قال: «قد أكون هنا لمدة 45 يومًا أو 45 ساعة، ولكنني لست هنا للحفاظ على مقعد دافئ، وإني أعتزم العمل والحصول على بعض الأمور الهامة». في وقت لاحق من ذلك اليوم، أقسم اليمين الدستورية كرئيس للوزراء في حفل قسم اليمين في قصر الرئاسة. منذ أن أصبح رئيسا للوزراء أفادت الأنباء أن عباسي من المرجح أن يستمر كرئيس وزراء باكستان خلال الأشهر العشرة المقبلة حتى عام 2018، بسبب إحجام قادة حزب الرابطة الإسلامية، الذي كان يخشى أن يؤدي التخلي عن منصب رئيس وزراء البنجاب من قبل شهباز شريف إلى إضعاف الحزب في أكثر المقاطعات اكتظاظا بالسكان في البلاد، والذي يضم 183 مقعدًا من مجموع 342 مقعدًا في الجمعية الوطنية، ولعب دورًا حاسمًا في تحديد الحكومة المستقبلية في باكستان.
بعد توليه منصب رئيس الوزراء قام عباسي بالتشاور مع رئيس الوزراء المنتهية ولايته نواز شريف بتشكيل حكومته التي تضم 27 وزير اتحادي و16 وزير دولة. وكانت الحكومة التي ضاعفت مجلس الوزراء السابق لنواز شريف، تتألف من أعضاء من حزب الرابطة الإسلامية الحاكم، وأدى اليمين في 4 أغسطس 2017. أشارت رويترز إلى أن حكومة عباسي العريضة تهدف إلى الدعم قبل الانتخابات العامة لعام 2018. وانتقدت حركة إنصاف الباكستانية الحكومة على حجمها الكبير. عُين خواجا محمد آصف وزيرًا للخارجية للمرة الأولى منذ دخول حزب الرابطة الشعبية إلى السلطة في الانتخابات العامة عام 2013. أنشأ عباسي سبع وزارات جديدة، من أجل تحسين الحوكمة والكفاءة واستيعاب أعضاء الحكومة الجدد. تفيد التقارير أن عباسي كان سيحافظ على حصته في وزارة الطاقة المنشأة حديثًا والتي تعاني من انقسامات في قطاع النفط والطاقة.
بصفته رئيسًا لوزراء باكستان، زار عباسي كراتشي في 12 أكتوبر 2017 وتعهد بتقديم 25 مليار روبية (240 مليون دولار) و5 مليارات روبية (47 مليون دولار) لكراتشي وحيدر أباد على التوالي لتطوير البنية التحتية.